# Sede suburbicaria di Frascati

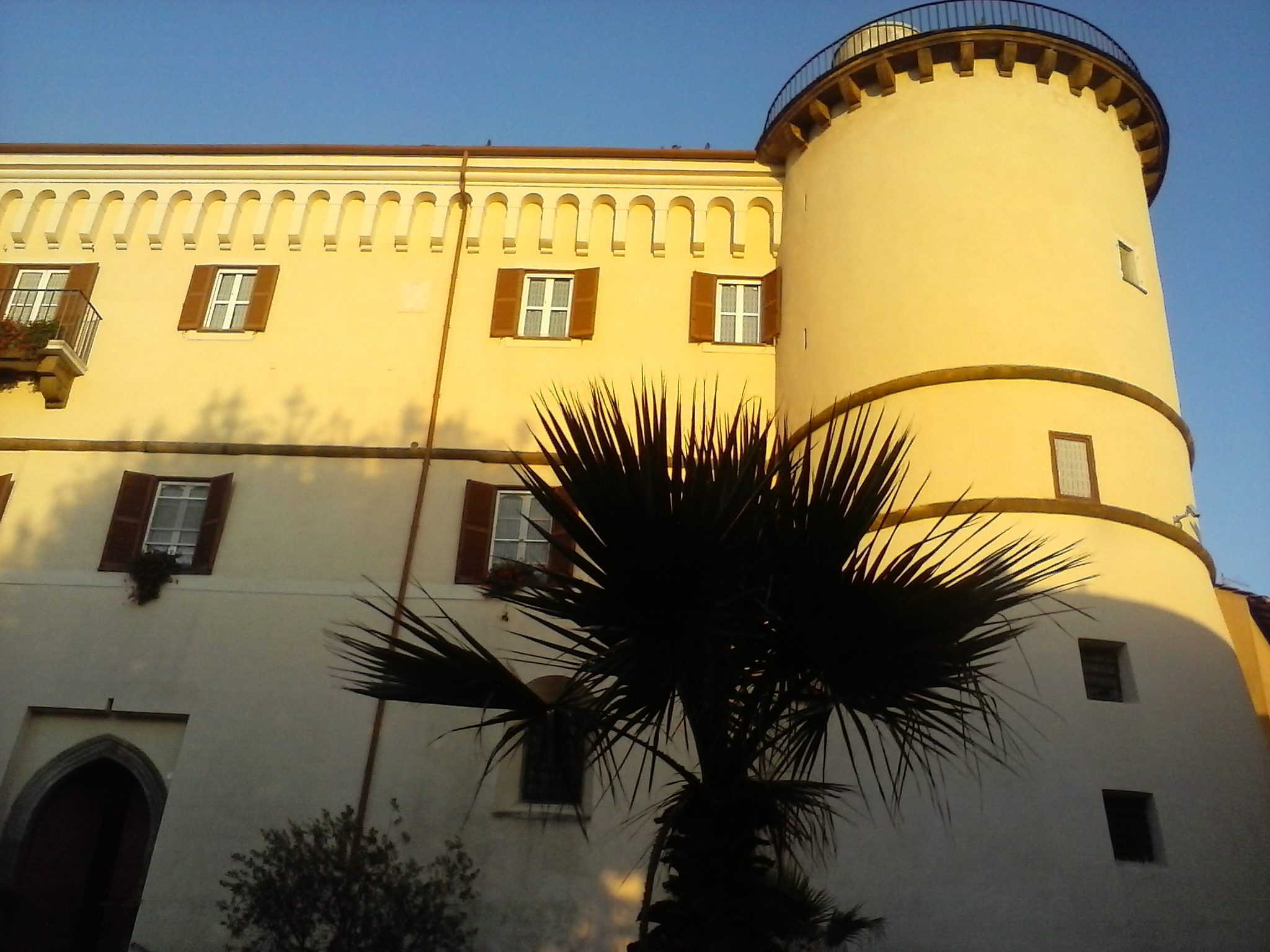
Scorcio sul palazzo vescovile dei vescovi di Frascati.

La sede suburbicaria di Frascati (in latino Tusculana) è una sede della Chiesa cattolica in Italia suffraganea della diocesi di Roma appartenente alla regione ecclesiastica Lazio. Nel 2023 contava 122.000 battezzati su 124.000 abitanti. È retta dal vescovo Stefano Russo, mentre il titolo è del cardinale Tarcisio Bertone, S.D.B.

## Territorio
La diocesi comprende i comuni di Frascati, Monte Porzio Catone, Colonna, Monte Compatri, Rocca Priora, Rocca di Papa e Grottaferrata (eccetto l'abbazia di Santa Maria), e parte della periferia sud-orientale di Roma, tra cui Morena, Vermicino e parti di Torrenova e Tor Vergata.
Sede vescovile è la città di Frascati, dove si trova la cattedrale di San Pietro apostolo, decorata del titolo di basilica minore il 1º marzo 1975 con il breve Venerabilis frater di papa Paolo VI.

### Parrocchie
Il territorio si estende su 220 km² ed è suddiviso in 24 parrocchie, raggruppate in 5 zone pastorali:
- Frascati: Basilica Cattedrale di San Pietro Apostolo, Santa Maria in Vivario, Santissimo Sacramento, Santa Maria di Capocroce, San Giuseppe Lavoratore, Sacri Cuori di Gesù e Maria (Vermicino), Santa Maria in Vineis;
- Grottaferrata: San Giuseppe Sposo della Beata Vergine Maria, Sacro Cuore di Gesù, San Pio X, San Camillo de Lellis;
- Rocca Priora: Santa Maria Assunta in Cielo, San Giuseppe Artigiano, Madonna del Buon Consiglio;
- Rocca di Papa: Santa Maria Assunta in Cielo, Sacro Cuore di Gesù;
- Monte Compatri: Santa Maria Assunta in Cielo, San Lorenzo Martire (Laghetto);
- Monte Porzio Catone: San Gregorio Magno;
- Colonna: San Nicola di Bari;
- Roma: Cristo Re (Morena), Santa Maria Madre della Chiesa, Sant'Andrea Apostolo (Morena), Santa Maria Regina della Pace (Tor Vergata).

## Storia
L'odierna diocesi di Frascati, che nelle fonti ecclesiastiche è sempre chiamata con il titolo Tusculanesis, trae origine dall'antica diocesi di Labico, che fu la primitiva sede dei vescovi tuscolani. Questa è la conclusione degli studi di Louis Duchesne alla fine dell'Ottocento, condivisa da altri autori tra cui Francesco Lanzoni e Paul Kehr. Secondo Duchesne, la sede di Labico fu trasferita verso il X o l'XI secolo a Tusculum, città fortificata dai conti tuscolani; quando questa venne distrutta dai Romani nel 1191, la sede vescovile fu traslata a Frascati.
La tradizione e gli studi eruditi del passato hanno ipotizzato l'esistenza di due sedi distinte, Labico e Tuscolo, ognuna con una propria serie di vescovi; in realtà, secondo Duchesne, Tuscolo non ebbe mai vescovi distinti da quelli di Labico; i vescovi attribuiti a Tuscolo nel corso del primo millennio o non hanno fondamenti storici, o erano vescovi della stessa Labico, oppure erano vescovi di sedi episcopali che, per una certa omonimia o per un'errata trasmissione testuale, sono stati identificati come vescovi tuscolani.
Data la sua vicinanza a Roma, l'agro tuscolano, di cui faceva parte anche Labicum, attraversato dalle vie Labicana e Latina, dovette ricevere la fede cristiana molto presto, forse già in epoca apostolica. «I due grandi cimiteri catacombali di san Zotico al X miglio della Labicana e quello di santa Faustina al X miglio della Latina sono le prime documentazioni di quanto già nel IV secolo la nuova religione avesse trovato adepti. Da queste catacombe siamo a conoscenza dell'organizzazione della Chiesa tuscolana, imporporata sotto il governo dell'imperatore Diocleziano (284-305) dai santi martiri Zotico, Giacinto, Castulo, Ireneo, Amanzio e Faustina, con i suoi preti, diaconi esorcisti e lettori.»
Quando i vescovi di Labico si trasferirono a Tusculum, continuarono per un certo periodo a mantenere il nome di "vescovi di Labico", fino alla fine dell'XI secolo, quando si trovano entrambi i titoli. Giovanni III di Labico è indicato come vescovo Tusculanensis in occasione della consacrazione della chiesa di Montecassino (1071), ma in alcune bolle pontificie come vescovo labicano; Bovo, che secondo il racconto del Liber pontificalis, fu tra i consacratori di papa Pasquale II nel mese di agosto del 1099, è qualificato dalla stessa fonte come "vescovo labicano"; infine Giovanni Marsicanus, che è sempre documentato dalle fonti come vescovo di Tuscolo, viene indicato ancora come vescovo labicano nel Liber pontificalis. Secondo Duchesne, questa è anche l'ultima volta che appare il titolo di "vescovi labicani", da questo momento definitivamente sostituito da quello di "vescovi tuscolani".
Quando la città di Tusculum fu distrutta dai Romani (1191), la sede tuscolana rimase per alcuni anni priva del suo vescovo fino alla nomina di Nicola de Romanis, verso il dicembre del 1204. Nel 1219 papa Onorio III concesse al vescovo Nicola Chiaromonte la chiesa di Santa Maria in Monasterio come residenza romana dei vescovi tuscolani Non è chiaro quando Frascati divenne effettivamente la sede della diocesi. Il toponimo Frascata è menzionato per la prima volta nel Liber pontificalis nella biografia di papa Leone IV (847-855), dove si fa menzione della basilica di San Sebastiano, che corrisponde all'odierna chiesa di San Rocco. L'atto ufficiale di trasferimento della sede vescovile risale solamente al XVI secolo, con papa Paolo III, che era stato vescovo tuscolano (1519-1523), e che nel 1537 designò Frascati come residenza vescovile e scelse come cattedrale l'antica chiesa di Santa Maria in Vivario; questa decisione fu confermata da papa Sisto V il 15 maggio 1586 con la bolla Dudum felicis. Nel 1598 venne posta la prima pietra per la costruzione di una nuova cattedrale dedicata a san Pietro, aperta al culto nel 1610, ma consacrata solamente al tempo del cardinale Alderano Cybo-Malaspina (1680-1683).
Oltre 130 furono i cardinali "vescovi tuscolani"; di questi, 3 divennero papi mentre occupavano la sede di Frascati: Giovanni XXI nel 1276, Clemente XII nel 1730, e Pio VIII nel 1826. Fra i vescovi di Tusculum si possono ricordare: il dotto Jacques de Vitry (1228-1240), che predicò contro gli albigesi; Pietro di Lisbona (1273-1276), primo medico di papa Gregorio IX, e poi eletto papa con il nome di Giovanni XXI; Berengario di Frédol (1309-1323), che collaborò al "Liber Sextus Decretalium" di papa Bonifacio VIII; Baldassare Cossa (1419), già antipapa Giovanni XXIII, dopo la sua sottomissione a papa Martino V; Giuliano Cesarini (1444); Basilio Bessarione (1449-1468), che scelse come patroni della diocesi i santi Filippo e Giacomo apostoli; Alessandro Farnese seniore (1519-1523) e Giovanni Pietro Carafa (1550-1553), che dopo essere stati trasferiti alle sedi suburbicarie di Palestrina e di Porto e Santa Rufina, furono eletti papi; Giovanni Antonio Serbelloni (1583-1587); Tolomeo Gallio (1591-1600), a cui si deve la celebrazione del primo sinodo diocesano in ottemperanza alle decisioni del concilio di Trento; Giulio Cesare Sacchetti (1652-1655), che istituì il seminario diocesano; Enrico Benedetto Stuart (1761-1803), duca di York, figlio di Giacomo III, che lasciò la sua ricca raccolta di libri alla biblioteca del seminario, e che oggi costituisce la «Biblioteca diocesana Eboracense»; Bartolomeo Pacca (1818-1821); Ludovico Micara (1837-1844), originario di Frascati, che diede nuova vita al seminario vescovile; Jean-Baptiste-François Pitra (1879-1884); Francesco Satolli (1903-1910), per molti anni primo delegato apostolico a Washington; Francesco Marchetti Selvaggiani (1936-1951), che fu per molti anni cardinale vicario di Roma.
Con la riforma delle sedi suburbicarie voluta da papa Giovanni XXIII l'11 aprile 1962 in forza del motu proprio Suburbicariis sedibus, ai cardinali di Frascati rimase solo il titolo della sede suburbicaria, mentre il governo pastorale della diocesi venne affidato ad un vescovo residenziale pleno iure. Questa disposizione entrò in vigore con la nomina, il 23 maggio 1962, di Luigi Liverzani, il primo vescovo, non cardinale, di Frascati.
Dal 12 settembre 2023 è unita in persona episcopi alla sede suburbicaria di Velletri-Segni.

## Cronotassi dei vescovi
Si omettono i periodi di sede vacante non superiori ai 2 anni o non storicamente accertati.

### Vescovi e cardinali vescovi tuscolani
- Giovanni Marsicanus † (prima di ottobre 1100 - circa settembre/ottobre 1119 deceduto)[14]
- Divizo[15] † (prima del 4 marzo 1121 - dopo il 16 maggio 1122 deceduto)[16]
- Gilles de Paris, O.S.B.Clun. † (prima del 6 aprile 1123 - febbraio 1130 deposto)[17]
- Gilles de Paris, O.S.B.Clun. † (1138 - dopo marzo 1139 deceduto) (per la seconda volta)[17]
- Ugo di San Vittore, C.R.S.A. ? † (dicembre 1139 - 11 febbraio 1140 o 1141 deceduto)
- Imar (o Icmar), O.S.B.Clun. † (prima del 19 aprile[17] 1142 - 1159 deposto) 
  - Teobaldo † (? 1162 - fine ottobre 1162) (pseudocardinale dell'antipapa Vittore IV - deceduto)
- Ugo Pierleoni, C.R.S.V. † (1164 - 30 aprile 1167 deceduto)
- Oddone d'Ourscamp, O.Cist. † (1170 - prima del 21 febbraio 1172 deceduto)
- Pietro da Pavia, O.S.B. † (dicembre 1178 - 1189 deceduto)
  - Sede vacante
- Nicola de Romanis † (dicembre 1204 - prima del 1219 deceduto)[18]
- Niccolò Chiaramonte (o Chiaramonti), O.Cist. † (6 gennaio 1219 - 25 settembre 1227 deceduto)[19]
- Jacques de Vitry, C.R.S.A. † (dicembre 1228 - 1º maggio 1240 deceduto)
- Eudes de Châteauroux, O.Cist. † (28 maggio 1244 - 25 gennaio 1273 deceduto)
- João Pedro Julião † (3 giugno 1273 - 8 settembre 1276 eletto papa con il nome di Giovanni XXI)
- Ordoño Álvarez † (12 marzo 1278 - 21 dicembre 1285 deceduto)
- Giovanni Boccamazza † (22 dicembre 1285 - 10 agosto 1309 deceduto)
- Bérenger de Frédol il Vecchio † (dicembre 1309 - 11 giugno 1323 deceduto)
- Bertrand de La Tour, O.F.M. † (1323 - 1332 o 1333 deceduto)
- Annibaldo Caetani dei conti di Ceccano † (1333 - 17 luglio 1350 deceduto)
- Guillaume Court, O.Cist. † (18 dicembre 1350 - 12 giugno 1361 deceduto)
- Niccolò Capocci † (1361 - 26 luglio 1368 deceduto)
- Gilles Aycelin de Montaigut † (1368 - 5 dicembre 1378 deceduto)
- Tommaso da Frignano, O.Min. † (1378 o 30 maggio 1380 - 19 novembre 1381 deceduto)
  - Jean Rolland † (dopo il 12 luglio 1385 - 17 dicembre 1388 deceduto), pseudocardinale dell'antipapa Clemente VII
  - Jean de La Grange, O.S.B. † (dopo il 17 dicembre 1388 - 25 aprile 1402), obbedienza avignonese
- Guillaume de Chanac, O.S.B. † (21 novembre 1383 - 30 dicembre 1383 deceduto)
- Pileo da Prata † (10 novembre 1385 - 23 dicembre 1388 deposto)
  - Sede vacante (1388-1391)
- Pileo da Prata † (13 febbraio 1391 - dicembre 1401 deceduto) (per la seconda volta)
- Enrico Minutolo † (1401 - 2 luglio 1409 nominato vescovo di Sabina)
  - Pierre Girard † (13 giugno 1405 - 21 ottobre 1408 deposto) (antivescovo)
  - Pierre Girard † (1410 - 9 novembre 1415 deceduto) (antivescovo, per la seconda volta)
- Angelo Correr † (1415 - 18 ottobre 1417 deceduto)
- Baldassare Cossa † (23 giugno 1419 - 22 novembre 1419 deceduto)
  - Antonio Panciera † (13 agosto 1420 - 13 marzo 1431 nominato vescovo) (amministratore apostolico)
- Antonio Panciera † (13 marzo 1431 - 3 luglio 1431 deceduto)
- Ugo di Lusignano † (27 giugno 1436 - 5 agosto 1442 deceduto)
- Luigi di Lussemburgo † (1442 - 18 settembre 1443 deceduto)
- Giuliano Cesarini † (7 marzo 1444 - 10 novembre 1444 deceduto)
- Basilio Bessarione † (23 aprile 1449 - 14 ottobre 1468 nominato vescovo di Sabina)
- Latino Orsini † (14 ottobre 1468 - 11 agosto 1477 deceduto)
- Giacomo Ammannati Piccolomini † (17 agosto 1477 - 10 settembre 1479 deceduto)
- Giovanni Battista Zeno † (8 ottobre 1479 - 8 maggio 1501 deceduto)
- Jorge da Costa † (14 maggio 1501 - 10 aprile 1503 nominato vescovo di Porto e Santa Rufina)
- Antonio Pallavicini Gentili † (10 aprile 1503 - 22 dicembre 1503 nominato vescovo di Palestrina)
- Giovanni Antonio Sangiorgio † (23 dicembre 1503 - 17 settembre 1507 nominato vescovo di Palestrina)
- Bernardino López de Carvajal y Sande † (17 settembre 1507 - 22 settembre 1508 nominato vescovo di Palestrina)
- Guillaume Briçonnet † (22 settembre 1508 - 3 giugno 1509 nominato vescovo di Palestrina)
- Domenico Grimani † (3 giugno 1509 - 20 gennaio 1511 nominato vescovo di Porto e Santa Rufina)
- Philippe de Luxembourg † (20 gennaio 1511 - 2 giugno 1519 deceduto)
- Alessandro Farnese † (15 giugno 1519 - 9 dicembre 1523 nominato vescovo di Palestrina, poi eletto papa con il nome di Paolo III)
- Antonio Maria Ciocchi del Monte ? † (9 dicembre 1523 - 18 dicembre 1523 nominato vescovo di Palestrina)[20]
- François Guillaume de Castelnau-Clermont-Ludève † (18 dicembre 1523 - 2 marzo 1541 deceduto)
- Marino Grimani † (13 marzo 1541 - 24 settembre 1543 nominato vescovo di Porto e Santa Rufina)
- Philippe de la Chambre, O.S.B. † (24 settembre 1543 - 21 febbraio 1550 deceduto)
- Gian Pietro Carafa † (28 febbraio 1550 - 29 novembre 1553 nominato vescovo di Porto e Santa Rufina, poi eletto papa con il nome di Paolo IV)
- Jean du Bellay † (29 novembre 1553 - 11 dicembre 1553 nominato vescovo di Porto e Santa Rufina)
- Rodolfo Pio † (11 dicembre 1553 - 29 maggio 1555 nominato vescovo di Porto e Santa Rufina)
- Juan Álvarez y Alva de Toledo, O.P. † (29 maggio 1555 - 15 settembre 1557 deceduto)
- Francesco Pisani † (20 settembre 1557 - 18 maggio 1562 nominato vescovo di Porto e Santa Rufina)
- Federico Cesi † (18 maggio 1562 - 12 maggio 1564 nominato vescovo di Porto e Santa Rufina)
- Giovanni Girolamo Morone † (12 maggio 1564 - 7 febbraio 1565 nominato vescovo di Porto e Santa Rufina)
- Alessandro Farnese il Giovane † (7 febbraio 1565 - 9 luglio 1578 nominato vescovo di Porto e Santa Rufina)
- Giacomo Savelli † (9 luglio 1578 - 9 marzo 1583 nominato vescovo di Porto e Santa Rufina)
- Giovanni Antonio Serbelloni † (9 marzo 1583 - 11 dicembre 1587 nominato vescovo di Porto e Santa Rufina)
- Alfonso Gesualdo † (11 dicembre 1587 - 2 marzo 1589 nominato vescovo di Porto e Santa Rufina)
- Innico d'Avalos d'Aragona, O.S.Iacobi † (2 marzo 1589 - 20 marzo 1591 nominato vescovo di Porto e Santa Rufina)
- Tolomeo Gallio † (20 marzo 1591 - 21 febbraio 1600 nominato vescovo di Porto e Santa Rufina)
- Ludovico Madruzzo † (21 febbraio 1600 - 20 aprile 1600 deceduto)
- Girolamo Simoncelli † (24 aprile 1600 - 16 giugno 1603 nominato vescovo di Porto e Santa Rufina)
- Domenico Pinelli † (16 giugno 1603 - 1º giugno 1605 nominato vescovo di Porto e Santa Rufina)
- Antonio Maria Galli † (1º giugno 1605 - 28 maggio 1608 nominato vescovo di Palestrina)
- Mariano Pierbenedetti † (28 maggio 1608 - 21 gennaio 1611 deceduto)
- Giovanni Evangelista Pallotta † (24 gennaio 1611 - 6 aprile 1620 nominato vescovo di Porto e Santa Rufina)
- Francesco Sforza † (6 aprile 1620 - 27 settembre 1623 nominato vescovo di Porto e Santa Rufina)
- Odoardo Farnese † (27 settembre 1623 - 21 febbraio 1626 deceduto)
- Giovanni Battista Deti † (2 marzo 1626 - 7 settembre 1626 nominato vescovo di Porto e Santa Rufina)
- Bonifazio Bevilacqua Aldobrandini † (7 settembre 1626 - 7 aprile 1627 deceduto)
- Andrea Baroni Peretti Montalto † (14 aprile 1627 - 3 agosto 1629 deceduto)
- Giovanni Garzia Millini † (20 agosto 1629 - 2 ottobre 1629 deceduto)
- Marcello Lante † (8 ottobre 1629 - 28 marzo 1639 nominato vescovo di Porto e Santa Rufina)
- Giulio Savelli † (28 marzo 1639 - 9 luglio 1644 deceduto)
- Giulio Roma † (13 luglio 1644 - 23 ottobre 1645 nominato vescovo di Porto e Santa Rufina)
- Carlo de' Medici † (23 ottobre 1645 - 29 aprile 1652 nominato vescovo di Porto e Santa Rufina)
- Bernardino Spada † (29 aprile 1652 - 23 settembre 1652 nominato vescovo di Sabina)
- Giulio Cesare Sacchetti † (23 settembre 1652 - 11 ottobre 1655 nominato vescovo di Sabina)
- Antonio Barberini iuniore, O.S.Io.Hier. † (11 ottobre 1655 - 21 novembre 1661 nominato vescovo di Palestrina)
- Girolamo Colonna † (21 novembre 1661 - 4 settembre 1666 deceduto)
- Giovanni Battista Maria Pallotta † (11 ottobre 1666 - 22 gennaio 1668 deceduto)
- Francesco Maria Brancaccio † (30 gennaio 1668 - 18 marzo 1671 nominato vescovo di Porto e Santa Rufina)
- Ulderico Carpegna † (18 marzo 1671 - 28 gennaio 1675 nominato vescovo di Porto e Santa Rufina)
- Virginio Orsini, O.S.Io.Hier. † (28 gennaio 1675 - 21 agosto 1676 deceduto)
- Carlo Rossetti † (19 ottobre 1676 - 8 gennaio 1680 nominato vescovo di Porto e Santa Rufina)
- Alderano Cybo-Malaspina † (8 gennaio 1680 - 15 febbraio 1683 nominato vescovo di Porto e Santa Rufina)
- Pietro Vito Ottoboni † (15 febbraio 1683 - 10 novembre 1687 nominato vescovo di Porto e Santa Rufina, poi eletto papa con il nome di Alessandro VIII)
- Giacomo Franzoni † (10 novembre 1687 - 28 settembre 1693 nominato vescovo di Porto e Santa Rufina)
- Niccolò Acciaioli † (28 settembre 1693 - 5 dicembre 1700 nominato vescovo di Porto e Santa Rufina)
- Vincenzo Maria Orsini, O.P. † (3 gennaio 1701 - 18 marzo 1715 nominato vescovo di Porto e Santa Rufina, poi eletto papa con il nome di Benedetto XIII)
- Sebastiano Antonio Tanara † (1º aprile 1715 - 3 marzo 1721 nominato vescovo di Ostia e Velletri)
- Francesco del Giudice (3 marzo 1721 - 12 giugno 1724 nominato vescovo di Ostia e Velletri)
- Francesco Pignatelli, C.R. † (12 giugno 1724 - 19 novembre 1725 nominato vescovo di Porto e Santa Rufina)
- Lorenzo Corsini † (19 novembre 1725 - 12 luglio 1730 eletto papa con il nome di Clemente XII)
- Pietro Ottoboni † (24 luglio 1730 - 15 dicembre 1734 nominato vescovo di Porto e Santa Rufina)
- Pier Marcellino Corradini † (15 dicembre 1734 - 8 febbraio 1743 deceduto)
- Giuseppe Accoramboni † (11 marzo 1743 - 21 marzo 1747 deceduto)
- Vincenzo Bichi † (10 aprile 1747 - 11 febbraio 1750 deceduto)
- Giovanni Antonio Guadagni, O.C.D. † (23 febbraio 1750 - 12 gennaio 1756 nominato vescovo di Porto e Santa Rufina)
- Carlo Maria Sacripante † (12 gennaio 1756 - 4 novembre 1758 deceduto)
- Camillo Merlini Paolucci † (22 novembre 1758 - 13 luglio 1761 nominato vescovo di Porto e Santa Rufina)
- Enrico Benedetto Stuart duca di York † (13 luglio 1761 - 26 settembre 1803 nominato vescovo di Ostia e Velletri)
- Giuseppe Maria Doria Pamphilj † (26 settembre 1803 - 26 settembre 1814 nominato vescovo di Porto e Santa Rufina)
- Giulio Maria della Somaglia † (26 settembre 1814 - 21 dicembre 1818 nominato vescovo di Porto e Santa Rufina)
- Bartolomeo Pacca † (21 dicembre 1818 - 13 agosto 1821 nominato vescovo di Porto e Santa Rufina)
- Francesco Saverio Castiglioni † (13 agosto 1821 - 31 marzo 1829 eletto papa con il nome di Pio VIII)
- Emmanuele De Gregorio † (18 maggio 1829 - 2 ottobre 1837 nominato vescovo di Porto, Santa Rufina e Civitavecchia)
- Ludovico Micara, O.F.M.Cap. † (2 ottobre 1837 - 17 giugno 1844 nominato vescovo di Ostia e Velletri)
- Mario Mattei † (17 giugno 1844 - 23 giugno 1854 nominato vescovo di Porto e Santa Rufina)
- Antonio Maria Cagiano de Azevedo † (23 giugno 1854 - 13 gennaio 1867 deceduto)
- Niccola Clarelli Parracciani † (22 febbraio 1867 - 7 luglio 1872 deceduto)
- Filippo Maria Guidi, O.P. † (29 luglio 1872 - 27 febbraio 1879 deceduto)
- Jean-Baptiste-François Pitra, O.S.B. † (12 maggio 1879 - 24 marzo 1884 nominato vescovo di Porto e Santa Rufina)
- Edward Henry Howard of Norfolk † (24 marzo 1884 - 16 settembre 1892 deceduto)
- Tommaso Maria Zigliara, O.P. † (16 gennaio 1893 - 10 maggio 1893 deceduto)
- Serafino Vannutelli † (12 giugno 1893 - 22 giugno 1903 nominato vescovo di Porto e Santa Rufina)
- Francesco Satolli † (22 giugno 1903 - 8 gennaio 1910 deceduto)
- Francesco di Paola Cassetta † (27 novembre 1911 - 23 marzo 1919 deceduto)
- Giulio Boschi † (3 luglio 1919 - 15 maggio 1920 deceduto)
- Giovanni Cagliero, S.D.B. † (16 dicembre 1920 - 28 febbraio 1926 deceduto)
- Michele Lega † (21 giugno 1926 - 16 dicembre 1935 deceduto)
- Francesco Marchetti Selvaggiani † (15 giugno 1936 - 13 gennaio 1951 deceduto)
- Federico Tedeschini † (28 aprile 1951 - 2 novembre 1959 deceduto)
- Gaetano Cicognani † (14 dicembre 1959 - 5 febbraio 1962 deceduto)

### Cardinali vescovi del titolo suburbicario di Frascati
- Amleto Giovanni Cicognani † (23 maggio 1962 - 17 dicembre 1973 deceduto)
- Jean-Marie Villot † (12 dicembre 1974 - 9 marzo 1979 deceduto)
- Paolo Bertoli † (30 giugno 1979 - 8 novembre 2001 deceduto)
- Alfonso López Trujillo † (17 novembre 2001 - 19 aprile 2008 deceduto)
- Tarcisio Bertone, S.D.B., dal 10 maggio 2008

### Vescovi di Frascati
- Luigi Liverzani † (23 maggio 1962 - 11 novembre 1989 ritirato)
- Giuseppe Matarrese † (11 novembre 1989 - 2 luglio 2009 ritirato)
- Raffaello Martinelli (2 luglio 2009 - 12 settembre 2023 ritirato)
- Stefano Russo, dal 12 settembre 2023

## Statistiche
La diocesi nel 2023 su una popolazione di 124.000 persone contava 122.000 battezzati, corrispondenti al 98,4% del totale.
| anno | popolazione | popolazione | popolazione | presbiteri | presbiteri | presbiteri | presbiteri                | diaconi | religiosi | religiosi | parrocchie |
| anno | battezzati  | totale      | %           | numero     | secolari   | regolari   | battezzati per presbitero | diaconi | uomini    | donne     | parrocchie |
| ---- | ----------- | ----------- | ----------- | ---------- | ---------- | ---------- | ------------------------- | ------- | --------- | --------- | ---------- |
| 1950 | 41.800      | 42.230      | 99,0        | 32         | 29         | 3          | 1.306                     |         | 138       | 410       | 15         |
| 1970 | 74.660      | 75.000      | 99,5        | 185        | 50         | 135        | 403                       |         | 209       | 854       | 16         |
| 1980 | 89.504      | 90.843      | 98,5        | 200        | 40         | 160        | 447                       |         | 272       | 1.012     | 19         |
| 1990 | 97.200      | 97.850      | 99,3        | 160        | 45         | 115        | 607                       | 3       | 236       | 614       | 20         |
| 1999 | 115.400     | 119.000     | 97,0        | 216        | 64         | 152        | 534                       | 5       | 306       | 598       | 22         |
| 2000 | 116.000     | 120.000     | 96,7        | 218        | 68         | 150        | 532                       | 4       | 316       | 592       | 23         |
| 2001 | 116.800     | 121.000     | 96,5        | 186        | 53         | 133        | 627                       | 9       | 208       | 547       | 23         |
| 2002 | 116.000     | 121.000     | 95,9        | 191        | 59         | 132        | 607                       | 10      | 207       | 541       | 23         |
| 2003 | 116.000     | 121.000     | 95,9        | 191        | 59         | 132        | 607                       | 4       | 148       | 541       | 23         |
| 2004 | 116.000     | 121.000     | 95,9        | 174        | 42         | 132        | 666                       | 4       | 186       | 541       | 23         |
| 2006 | 116.200     | 121.500     | 95,6        | 162        | 30         | 132        | 717                       | 3       | 188       | 547       | 23         |
| 2007 | 118.000     | 122.000     | 96,7        | 162        | 30         | 132        | 728                       | 1       | 188       | 542       | 23         |
| 2013 | 117.700     | 124.500     | 94,5        | 47         | 27         | 20         | 2.504                     | 2       | 62        | 438       | 24         |
| 2016 | 117.685     | 140.000     | 84,1        | 50         | 28         | 22         | 2.353                     | 3       | 71        | 393       | 24         |
| 2019 | 120.850     | 164.755     | 73,4        | 83         | 26         | 57         | 1.456                     | 3       | 113       | 421       | 24         |
| 2021 | 121.890     | 123.940     | 98,3        | 81         | 24         | 57         | 1.504                     | 3       | 111       | 411       | 24         |
| 2023 | 122.000     | 124.000     | 98,4        | 79         | 23         | 56         | 1.544                     | 2       | 95        | 406       | 24         |